# Fight for This Love
Fight for This Love est une chanson de la chanteuse britannique Cheryl Cole sortie le 30 septembre 2009 sur l’album 3 Words et publié sous les labels de Fascination et Polydor. 

## Classements hebdomadaires
| Classement (2009-2010)                  | Meilleure position |
| --------------------------------------- | ------------------ |
| Allemagne (Media Control AG)            | 4                  |
| Australie (ARIA)                        | 54                 |
| Australie (ARIA Dance Chart)            | 12                 |
| Autriche (Ö3 Austria Top 40)            | 4                  |
| Belgique (Flandre Ultratop 50 Singles)  | 13                 |
| Belgique (Wallonie Ultratop 50 Singles) | 7                  |
| Danemark (Tracklisten)                  | 1                  |
| France (SNEP)                           | 7                  |
| Irlande (Irish Singles Chart)           | 1                  |
| Italie (FIMI)                           | 5                  |
| Luxembourg (Billboard Digital Songs)    | 2                  |
| Pays-Bas (Nederlandse Top 40)           | 2                  |
| Pays-Bas (Single Top 100)               | 5                  |
| Royaume-Uni OCC                         | 1                  |
| Suède (Sverigetopplistan)               | 2                  |
| Suisse (Schweizer Hitparade)            | 3                  |